# Yuan (historisk stad)
Yuan (原; Yuán) var en huvudstad under den kinesiska förhistoriska Xiadynastin. Yuan låg vid dagens Jiyuan i Henanprovinsen.
Kung Shao Kang flyttade under sitt artonde år som regent huvudstaden till Yuan. Efterföljande kung Zhu regerade från Yuan fram till sitt femte regentår då han flyttade huvudstaden till Laoqiu (老丘).